# کاپلن (راینلاند-فالتس)
کاپلن (به آلمانی: Kappeln) یک شهر در آلمان است که در Lauterecken-Wolfstein واقع شده‌است.